# Wycliff Kambonde
Wycliff Kambonde, né le 10 janvier 1988, est un footballeur namibien. Il joue au poste de milieu de terrain.
Il a participé à la Coupe d'Afrique des nations 2008 avec l'équipe de Namibie.